# 刀 (日本刀)

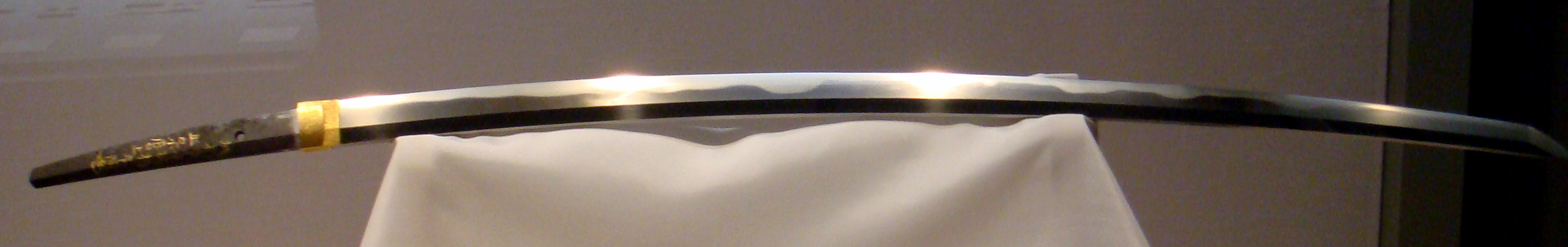

刀是一种传统工艺打造的日本刀，由日本古代的侍使用。其刀身是弯的，单刃，护手为圆形或者方形，刀柄较长，可双手使用。

## 词源与借词

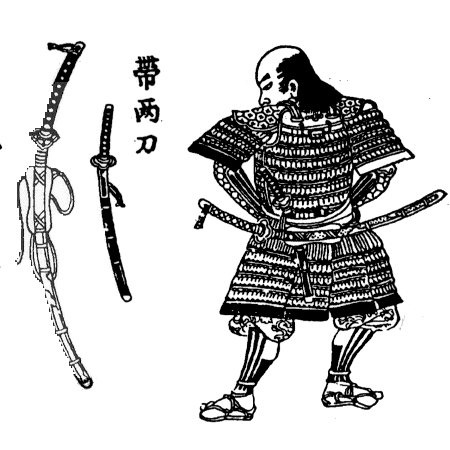
日本江户时代的木刻画（1735年制造），一名携带着太刀和胁差的侍。

一词最早出现于日语是在720年出版的日本书纪。这个概念是（“单侧的”）和（“刃”）两者的组合， 相对于双侧的剑（剣/つるぎ）。
刀属于日本刀家族，特点是刀刃长度（長さ）大于2尺，约60 cm（24英寸）。
在西方世界冷兵器爱好者中间，刀也可能被称为だい或だいとう，即使だいとう字面意义指“大刀”，是任何日本长刀的通称。
汉字“刀”原本指任何长度的单侧利刃，现已被葡萄牙语借用。在葡萄牙语中，这个词（拼写为catana）意为“大刀”或开山刀。

## 简介

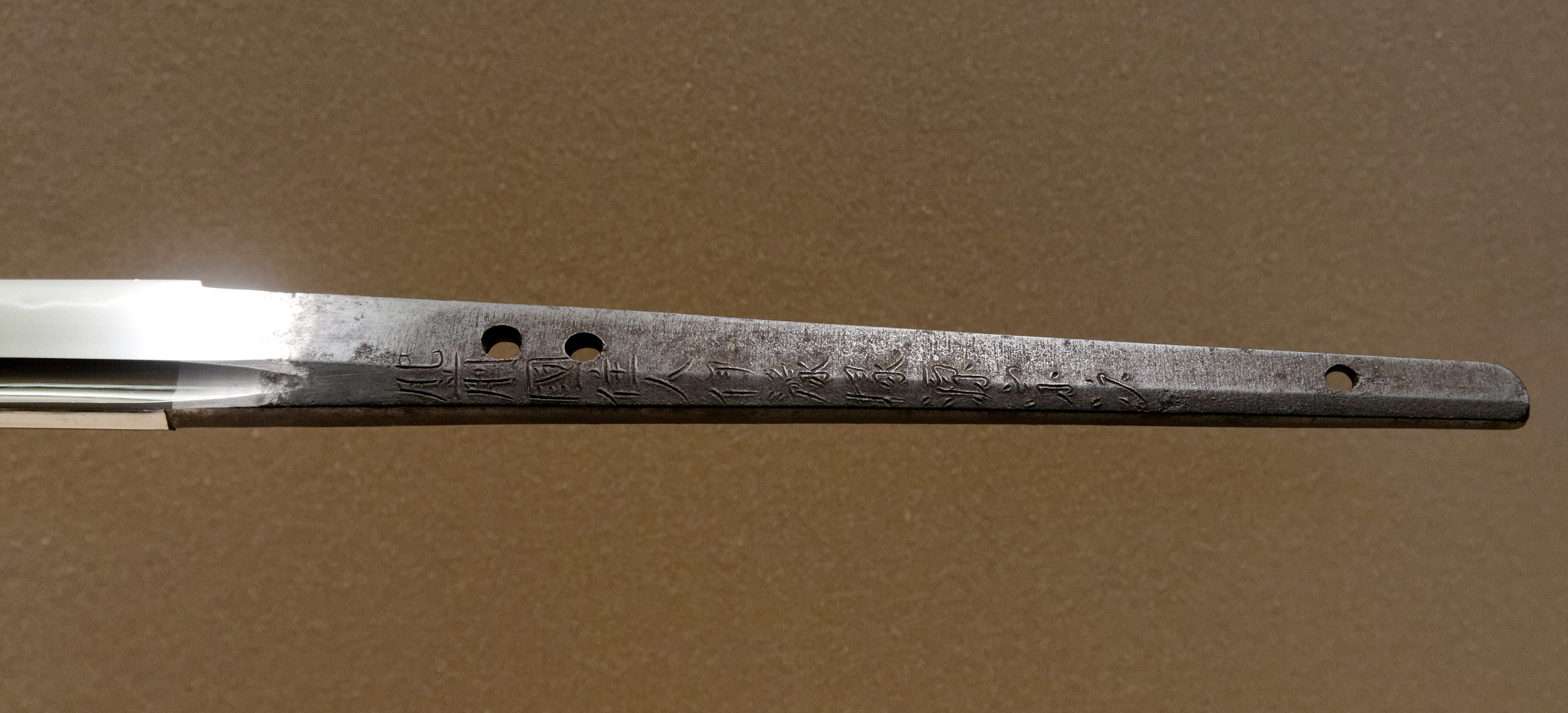
刀茎及上面的签名，出自一柄江户时代的刀

刀通常定义为标准尺寸、曲率适中（相对于曲率较大的旧太刀）的日本剑，刃长大于60.6 cm（相当于2日本尺）。它的外观特征显著：弯曲修长的单侧刀锋，圆形或方形截面的刀鞘，长长的刀柄足够双手握住。
除少数例外，刀和太刀很容易通过刀茎上的签名（如果有）区分。一般地，签名要刻在佩戴时刀茎向外的一侧。由于太刀佩戴时刀刃向下，而刀佩戴时刀刃向上，刀茎上的签名位置应当相反。
西方史学家说在世界军事史上刀是最佳的切削武器之一。然而15世纪战国时代战场上的主要武器是和弓、日本枪、铁炮，刀和太刀仅用于近战。在此时期，战术变为足轻大规模集体作战，故薙刀和太刀归于无用，被枪和刀取代。在相对和平的江户时代，刀作为武器的重要性大增，到江户时代结束时，志士群体将刀用作主要武器打赢过众多战役。整个历史中，刀和太刀常用作大名和武士之间的礼物、神社中供奉的神以及武士的权威与精神。

## 历史
日本煅刀历史可大概划分为以下几个节点：
- 上古刀（约到公元900年前后）
- 古刀 （公元900年 - 1596年）
- 新刀（1596年 - 1780年）
- 新新刀 （1781年 - 1876年）
- 现代刀（1876年 - 1945年）[19]
- 新作刀（1953年 - ）[20]

史料记载中，人们第一次使用“刀”（那时为gatana）来描述一种与太刀不同的长刀是早在鎌倉時代（1185年 - 1333年）期间。这些当时被称为“打刀”（uchigatana）和“tsubagatana”的刀似乎是在指代一种不同的刀，可能是一种给低阶士兵使用的廉价刀。元日战争进一步改进了日本刀的设计。在战争中，日本士兵发现自己手头上薄薄的太刀和直刀无法刺破蒙古士兵煮制的皮甲，刀身也时常碎裂甚至整个断掉。由太刀向刀的转化大约是在室町时代进行的。大约在1400年前后，人们开始制造那些铭文有“Katana”的长刀。这一点是为了和佩戴太刀的侍相呼应——一般来说，在随身携带日本刀时，都会将铭朝下佩戴。太刀如果按照刀的佩戴方法佩戴，那么刀刃就会朝上了。刀匠在相反方向刻铭，可能暗示着那时的一些侍用了不同的佩刀方法。

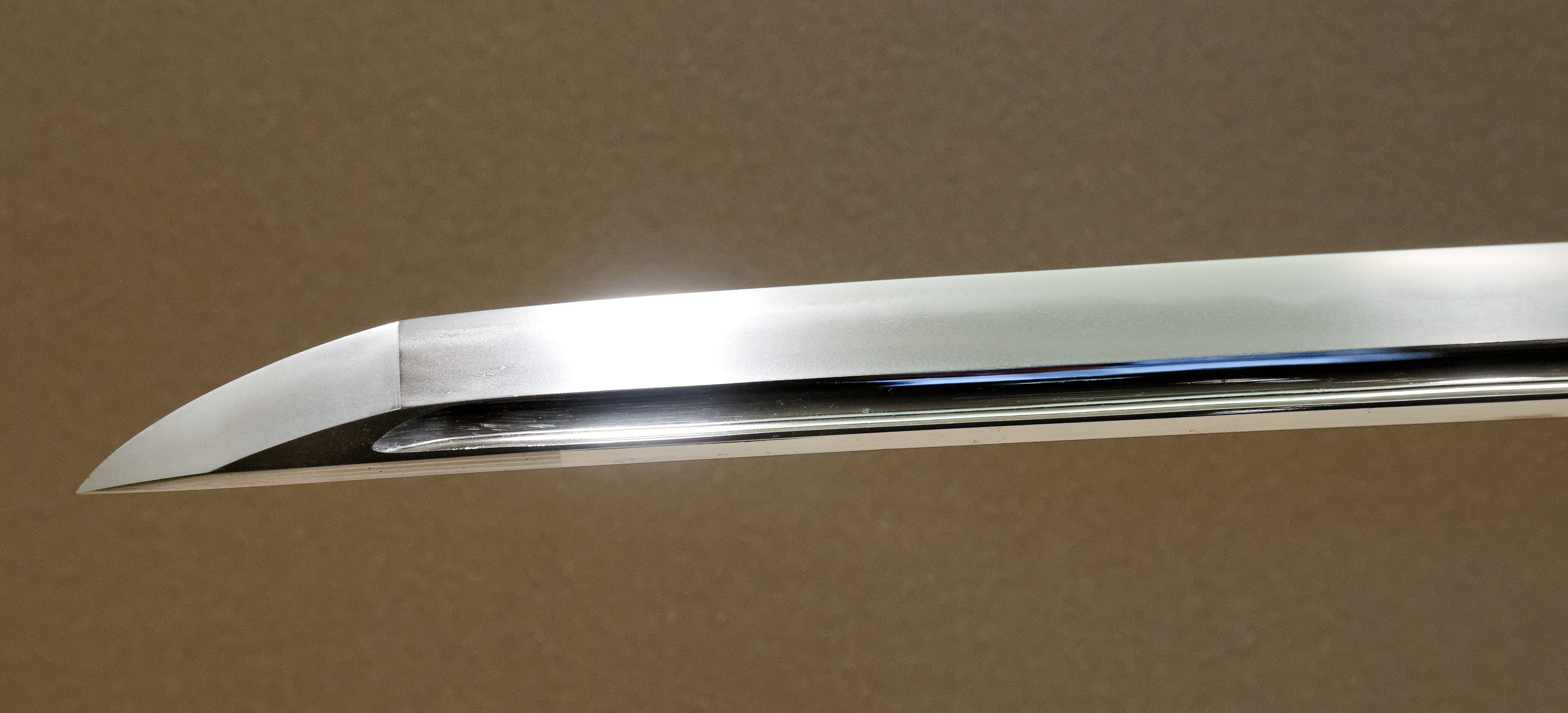
江户时代的一把刀的刀刃